# 이든 레이크
이든 레이크(Eden Lake)는 영국에서 제작된 제임스 왓킨스 감독의 2008년 공포, 스릴러 영화이다. 켈리 라일리 등이 주연으로 출연하였고 리처드 홈즈 등이 제작에 참여하였다.

## 출연

### 주연
- 켈리 라일리
- 마이클 패스벤더

### 조연
- 핀 앳킨스
- 제임스 버로우즈
- 제임스 갠디
- 토머스 길
- 잭 오코넬
- 토머스 터구즈
- 앨리사 쿠퍼
- 샤운 둘리
- 마크 디벤폴트

## 제작진
- 공동제작: 폴 리치
- 미술: 사이몬 보울스
- 미술효과: 리사 추그
- 의상: 키스 매든
- Ass-PD: 이바나 맥킨논
- Ass-PD: 다이아무이드 맥케온
- 배역: 줄리 하킨

## 같이 보기
- 영국 영화